# Voltaire (1909)
«Вольтер» — эскадренный броненосец военно-морских сил Франции. Второй в серии из 6 единиц («Дантон», «Кондорсе», «Дидро», «Вольтер», «Мирабо», «Верньо»). Назван в честь одного из крупнейших французских философов-просветителей XVIII века Вольтера.

## Служба
Вскоре после начала Первой мировой войны, «Вольтер» принял участие в потоплении австро-венгерского крейсера в Адриатическом море.
Большую часть войны корабль блокировал Проливы Отранто и Дарданеллы, препятствуя выходу немецких, австро-венгерских и турецких военных кораблей в Средиземное море.
В октябре 1918 года «Вольтер» был поражен двумя торпедами с немецкой субмарины UB-48 под командованием В. Штейнбауэра, но серьёзных повреждений не получил.
В начале 1919 года броненосец действовал в Чёрном море, участвовал в иностранной интервенции во время гражданской войны в России. В апреле на судне вспыхнул мятеж: матросы требовали прекратить участие в гражданской войне в России.
После войны броненосец был модернизирован в 1923—1925 годах, и впоследствии стал учебным судном.
В 1935 году «Вольтер» был выведен из состава флота и продан на металл.

## Модернизация
Во время войны на крышах двух передовых 240-миллиметровых орудийных башен корабля были установлены 75 мм зенитные орудия. В течение 1918 года, грот-мачта была укорочена для управления воздушным шаром, также было увеличено возвышение 240-миллиметровых пушек, благодаря чему дальность их стрельбы увеличилась до 18 000 метров.